# Октябрь (Чечерский район)
Октябрь (бел. Акцябр) — посёлок в Оторском сельсовете Чечерского района Гомельской области Беларуси.
На востоке граничит с лесом.

## География

### Расположение
В 8 км на север от Чечерска, 45 км от железнодорожной станции Буда-Кошелёвская (на линии Гомель — Жлобин), 73 км от Гомеля.

### Гидрография
На западе мелиоративный канал, соединённый с рекой Чечора (приток реки Сож).

## Транспортная сеть
На автодороге Корма — Чечерск. Планировка состоит из прямолинейной улицы, ориентированной с юго-востока на северо-запад и застроенной двусторонне деревянными домами усадебного типа.

## История
Основан в начале XX века. как хутор. В 1926 году работал почтовый пункт, в Оторском сельсовете Чечерского района Гомельского округа. В 1929 году организован колхоз. 13 жителей погибли на фронтах Великой Отечественной войны. Согласно переписи 1959 года в составе колхоза «50 лет БССР» (центр — деревня Отор).

## Население

### Численность
- 2004 год — 24 хозяйства, 43 жителя.

### Динамика
- 1926 год — 18 дворов 94 жителя.
- 1959 год — 168 жителей (согласно переписи).
- 2004 год — 24 хозяйства, 43 жителя.